# Івон Сегалан
Івон Сегалан (фр. Yvon Segalen, 15 квітня 1906, Брест — 13 січня 2000, Ле-Шене) — французький футболіст, що грав на позиції півзахисника за клуби «Расінг» (Париж) та «Стад Франсе», а також за національну збірну Франції.

## Клубна кар'єра
У дорослому футболі дебютував 1923 року виступами за паризький «Расінг», в якому провів два сезони. 
1925 року перейшов до клубу «Стад Франсе», за який відіграв заключні чотири сезони своєї ігрової кар'єри.

## Виступи за збірну
1929 року дебютував в офіційних матчах у складі національної збірної Франції. Загалом того року провів у її формі три матчі.
Помер 13 січня 2000 року на 94-му році життя в Ле-Шене.
| Дата      | Місто  | Господарі | Результат | Гості     | Турнір           | Голи | Примітки |
| --------- | ------ | --------- | --------- | --------- | ---------------- | ---- | -------- |
| 9-5-1929  | Коломб | Франція   | 1 – 4     | Англія    | товариський матч | -    |          |
| 19-5-1929 | Коломб | Франція   | 1 – 3     | Югославія | товариський матч | -    |          |
| 26-5-1929 | Льєж   | Бельгія   | 4 – 1     | Франція   | товариський матч | -    |          |
| Усього    |        | Матчів    | 3         |           | Голів            | 0    |          |